# CISC
CISC (ang. Complex Instruction Set Computing) – typ architektury zestawu instrukcji procesora o następujących cechach:
- występowanie złożonych, specjalistycznych rozkazów (instrukcji), które do wykonania wymagają od kilku do kilkunastu cykli zegara,
- szeroka gama trybów adresowania,
- przeciwnie niż w architekturze RISC rozkazy mogą operować bezpośrednio na pamięci (zamiast przesłania wartości do rejestrów i operowania na nich),
- powyższe założenia powodują, iż dekoder rozkazów jest skomplikowany.

Istotą architektury CISC jest to, iż pojedynczy rozkaz mikroprocesora wykonuje kilka operacji niskiego poziomu, jak na przykład pobranie z pamięci, operację arytmetyczną i zapisanie do pamięci.
Przed powstaniem procesorów RISC wielu komputerowych architektów próbowało zmostkować lukę semantyczną – aby zaprojektować zestawy rozkazów, które wspierałyby języki programowania wysokiego poziomu przez dostarczenie rozkazów wysokiego poziomu np. wywołania funkcji i zwrócenia jej wartości, instrukcje pętli czy kompleksowe tryby adresowania. Rezultatem tego były programy o mniejszym rozmiarze i z mniejszą ilością odwołań do pamięci, co w tamtym czasie było istotne z punktu widzenia wydajności przy jednoczesnym dążeniu do obniżenia kosztów pojedynczego komputera.
Przykłady rodzin procesorów o architekturze CISC to:
- IBM System/360
- VAX
- PDP-11
- x86

Współczesne procesory zgodne z x86 produkowane przez firmy Intel, AMD i VIA przetwarzają rozkazy procesora x86 na proste mikropolecenia pracujące według idei RISC, często wykonujące się równolegle.